# David Garnett
Pour les articles homonymes, voir Garnett.
David Garnett, né le 9 mars 1892 à Brighton (Angleterre) et mort le 17 février 1981 à Montcuq (France), est un écrivain et éditeur britannique. Membre du Bloomsbury Group, il obtient la reconnaissance littéraire avec Lady into Fox (La Femme changée en renard), qui reçoit le James Tait Black Memorial Prize en 1922 et le Hawthornden Prize l'année suivante. Enfant, il porte un manteau en peau de lapin, ce qui lui vaut le surnom de « Bunny », sous lequel ses amis et ses proches le désignent tout le long de sa vie.

## Biographie
Fils unique d'Edward Garnett et de la traductrice Constance Garnett, il écrit le roman Aspects of Love, d'après lequel Andrew Lloyd Webber crée sa comédie musicale. Il tient une librairie près du British Museum avec Francis Birrell dans les années 1920. Il a aussi fondé avec Francis Meynell la maison d'édition Nonesuch Press.  
Sa première femme est l'illustratrice Rachel "Ray" Marshall (1891-1940), sœur de la dernière survivante de la première génération du Bloomsbury Group, Frances Partridge. Ils ont deux enfants ; elle meurt relativement jeune d'un cancer du sein.
Tout en étant principalement hétérosexuel, Garnett a de brèves liaisons homosexuelles dans sa jeunesse avec Francis Birrell et Duncan Grant. Il est présent à la naissance de la fille de Grant, Angelica Garnett (née Bell), le 25 décembre 1918, et il écrit à un ami peu après : « Je pense l'épouser. Quand elle aura vingt ans, j'en aurai quarante-six - est-ce que ce sera scandaleux ? » Lorsque Angelica a vingt-quatre ans, ils se marient (le 8 mai 1942), au grand scandale des parents d'Angelica ; il a épousé la fille de son ancien amant.  
Ils ont quatre filles (Amaryllis, Henrietta, et les jumelles Nerissa et Frances), puis se séparent. Leur fille aînée Amaryllis (1943-1973) devient actrice. Henrietta, la deuxième, épouse Burgo Partridge, neveu de Ray Marshall ; elle gère à la fois l'héritage de David Garnett et de Duncan Grant.
Après s'être séparé d'Angelica, Garnett s'installe en France et vit au château de Charry, à Montcuq (près de Cahors) jusqu'à sa mort en 1981.

## Œuvres
Ouvrages traduits en français
- La Femme changée en renard, Bernard Grasset, 1924, traduction d'André Maurois ; 10/18 (Lady into Fox)[2]
- Un homme au zoo, Paris, Bernard Grasset, 1927 (A Man in the Zoo)
- Le Retour du marin, 1947
- Elle doit partir, Bernard Grasset, 1930 ; 10/18
- Pocahontas, ou la non-pareille de Virginie, Paris, Éditions de la revue Fontaine, 1946

Ouvrages en langue anglaise
- Turgenev (1917)
- Dope Darling (1919) roman, signé Leda Burke
- Lady into Fox (1922) roman (James Tait Black Memorial Prize)
- A Man in the Zoo (1924) roman
- The Sailor's Return (1925)
- Go She Must! (1927) roman
- The Old Dove Cote (1928) nouvelles
- A Voyage to the Island of the Articoles d'André Maurois (1928) traduction
- Never Be a Bookseller (1929) mémoires
- No Love (1929) roman
- The Grasshoppers Come (1931)
- A Terrible Day (1932)
- A Rabbit in the Air. Notes d'un journal tenu lorsqu'il a appris à piloter un aéroplane (1932)
- Pocahontas (1933)
- Letters from John Galsworthy 1900-1932 (1934)
- Beany-Eye (1935)
- The Letters of T. E. Lawrence (1938) éditeur
- The Battle of Britain (1941)
- War in the Air (1941)
- The Campaign in Greece and Crete (1942)
- The Novels of Thomas Love Peacock (1948) éditeur
- The Golden Echo (1953) autobiographie (I)
- The Flowers of the Forest (1955) autobiographie (II)
- Aspects of Love (1955)
- A Shot in the Dark (1958)
- A Net for Venus (1959) roman
- The Familiar Faces  (1962) autobiographie (III)
- Two by Two (1963) roman
- 338171 T. E. (Lawrence of Arabia) de Victoria Ocampo (1963) traducteur
- Ulterior Motives (1966) roman
- The White/Garnett Letters (1968) correspondance avec T. H. White
- Carrington: Letters & Extracts From Her Diaries (1970)
- First 'Hippy' Revolution (1970)
- A Clean Slate (1971)
- The Sons of the Falcon (1972) roman
- Purl and Plain (1973) nouvelles
- Plough Over the Bones (1973) roman
- The Master Cat (1974)
- Up She Rises (1977)
- Great Friends. Portraits of Seventeen Writers (1979)
- David Garnett. C.B.E. A Writer's Library (1983)
- The Secret History of PWE : The Political Warfare Executive, 1939-1945 (2002)